# International New York Times

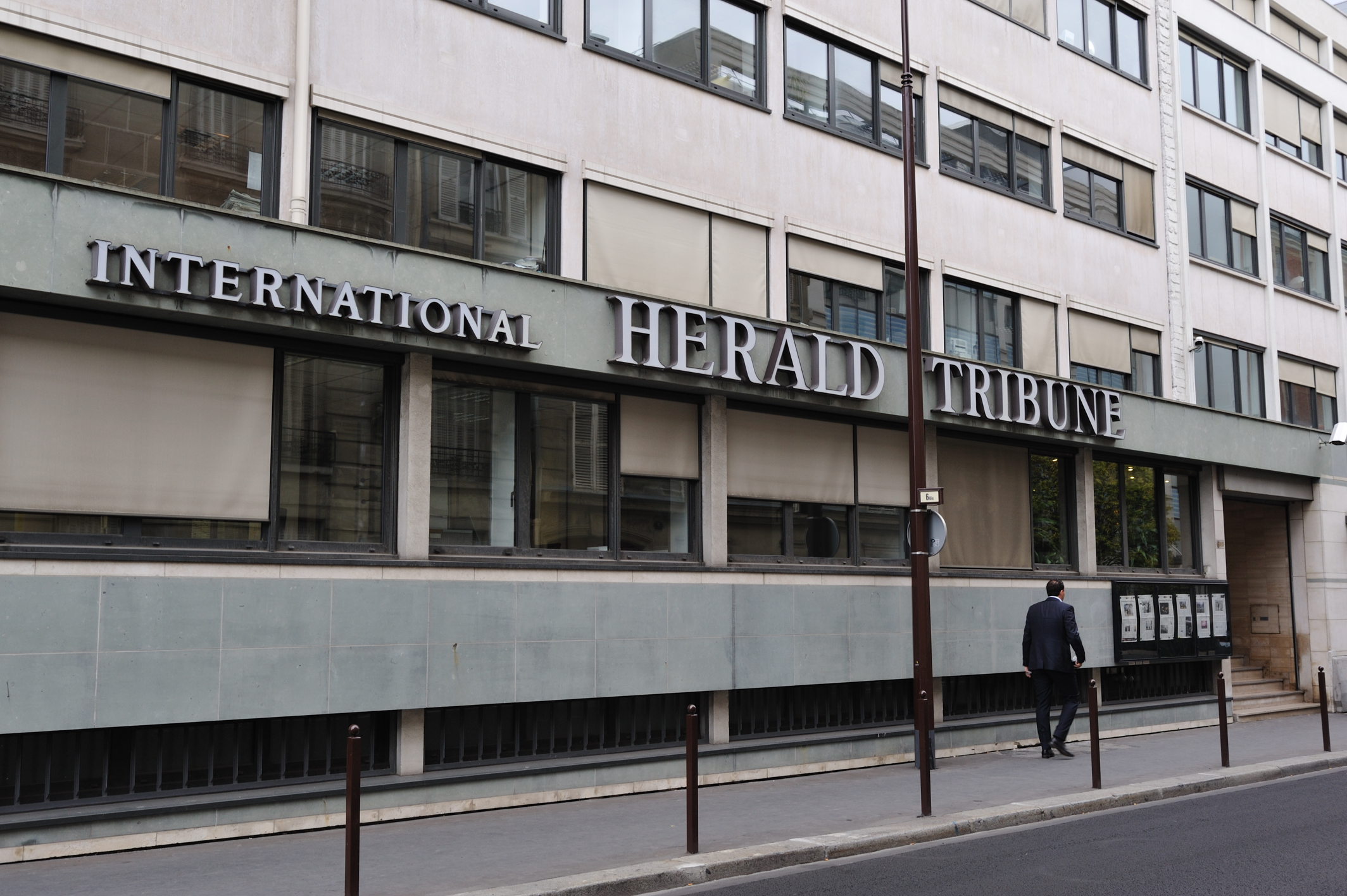

International New York Times (dříve International Herald Tribune) je mezinárodní novinový deník psaný v anglickém jazyce, který získává informace pro své zpravodajství jednak ze široké sítě vlastních korespondentů a dále pak prostřednictvím úzké spolupráce s novináři svého mateřského deníku The New York Times. International New York Times, jehož sídlo se v současnosti nachází ve francouzském městě Neuilly-sur-Seine, se tiskne na 38 různých místech po celém světě a je k dostání ve více než 160 státech či závislých teritoriích. Založen byl roku 1887 v Paříži. Stoprocentním vlastníkem IHT je mediální společnost The New York Times Company, současnou šéfredaktorkou je Alison Smaleová.